# Maverick (filme)
Maverick é um filme de aventura estadunidense de 1994, do gênero comédia western, baseado no seriado de televisão homônimo. Foi dirigido por Richard Donner e escrito por William Goldman. Baseado no seriado de televisão homônimo dos anos 50, criada por Roy Huggins, o filme é estrelado por Mel Gibson como Bret Maverick, jogador de cartas e vigarista que coleta dinheiro para entrar em um jogo de pôquer de alto valor. Sua aventura é acompanhada por Annabelle Bransford (Jodie Foster), outra vigarista, e Marshall Zane Cooper (James Garner). um homem da lei. O elenco de apoio apresenta Graham Greene, James Coburn, Alfred Molina e muitas participações especiais de atores de filmes de faroeste, estrelas da música country e outros atores.
Lançado pela Warner Bros. em 20 de maio de 1994, o filme foi um sucesso tanto crítico quanto comercial, tendo arrecadado mais de US$183 milhões em todo o mundo. Foi indicado ao Oscar de melhor figurino.

## Sinopse
Em meio a uma série de aventuras um inveterado jogador de pôquer (Mel Gibson) tenta arrumar os três mil dólares que lhe faltam para participar de um jogo de poker em uma barca do Rio Mississipi, no qual o vencedor vai receber meio milhão de dólares.

## Elenco
- Mel Gibson .... Bret Maverick
- Jodie Foster .... Annabelle Bransford
- James Garner .... Zane Cooper
- Graham Greene .... Joseph
- Alfred Molina .... Angel
- James Coburn .... Comodoro
- Dub Taylor .... Atendente de quarto
- Dan Hedaya .... Twitchy
- Paul L. Smith .... Arquiduque
- Geoffrey Lewis .... Matthew Wicker
- Max Perlich .... Johnny Hardin
- Jean Da Baer .... Margret Mary
- Corey Feldman .... Ladrão de banco
- Danny Glover .... Ladrão de banco
- Jack Garner .... Porter
- Margot Kidder .... Margret Mary

Existem várias aparições no filme de atores de faroeste, pessoas que trabalharam anteriormente com Donner, Gibson, Foster ou Garner e outras celebridades, incluindo Danny Glover (sem créditos), Hal Ketchum e Corey Feldman como assaltantes de bancos; Read Morgan e Steve Kahan como negociantes de cartões; Art LaFleur e Leo Gordon como jogadores de poker no primeiro jogo de Maverick; Paul Brinegar como motorista da diligência; Denver Pyle como um velho trapaceiro; Robert Fuller, Doug McClure, Henry Darrow, William Smith e Charles Dierkop como jogadores de poker em barcos; William Marshall como jogador de poker de barco derrotado por Angel; Dennis Fimple como Stuttering, um jogador derrotado pelo Commodore; Bert Remsen como um jogador idoso de barco batido por Maverick;
 e Margot Kidder como missionária Margaret Mary, colega da missionária Mary Margaret, em uma aparição não creditada.
Leo Gordon interpretou um personagem coadjuvante semi-regular nas temporadas 1 e 2 do programa de TV Maverick original: o jogador Big Mike McComb. Gordon também escreveu mais alguns episódios do programa. Margot Kidder tinha sido a co-estrela de Garner e o interesse amoroso na tela pela curta série de TV de faroeste Nichols, refletida em seu encontro em Maverick, quando sua personagem sugere rapidamente que seu personagem pode querer se casar com ela. A aparição de Danny Glover faz referência à série de filmes Lethal Weapon, de Donner, estrelando Glover e Gibson como parceiros da polícia. O encontro deles em Maverick os vê compartilhar um momento de reconhecimento e, quando ele sai, Glover diz o slogan de Roger Murtaugh: "Estou ficando velho demais para essa merda".
Cantores country também participaram, incluindo Carlene Carter como garçonete, Waylon Jennings e Kathy Mattea como um casal de jogadores com armas escondidas, Reba McEntire, Clint Black como um jogador de rosto doce jogado ao mar por trapaça e Vince Gill e sua então esposa Janis Gill vendo as partidas na plateia.

## Produção

### Desenvolvimento
Em Five Screenplays with Essays, Goldman descreve uma versão anterior do roteiro, na qual Maverick explica que ele tem uma capacidade mágica de chamar a carta de que precisa para fora do baralho. Embora ele não seja capaz de fazê-lo com sucesso, o velho eremita que ele tenta demonstrar diz que ele realmente tem a magia nele. Esta cena foi filmada com Linda Hunt interpretando a eremita, mas sentimos que não funcionou no contexto do resto do filme e foi cortada.

### Filmagem
Partes do filme foram filmadas em Lake Powell e Warm Creek, em Utah. Outros locais de filmagem incluem Lee's Ferry e Marble Canyon, no Arizona, Lone Pine, Manzanar, Big Pine e Parque Nacional de Yosemite, na Califórnia, e Columbia River Gorge, em Oregon.

### Barcos

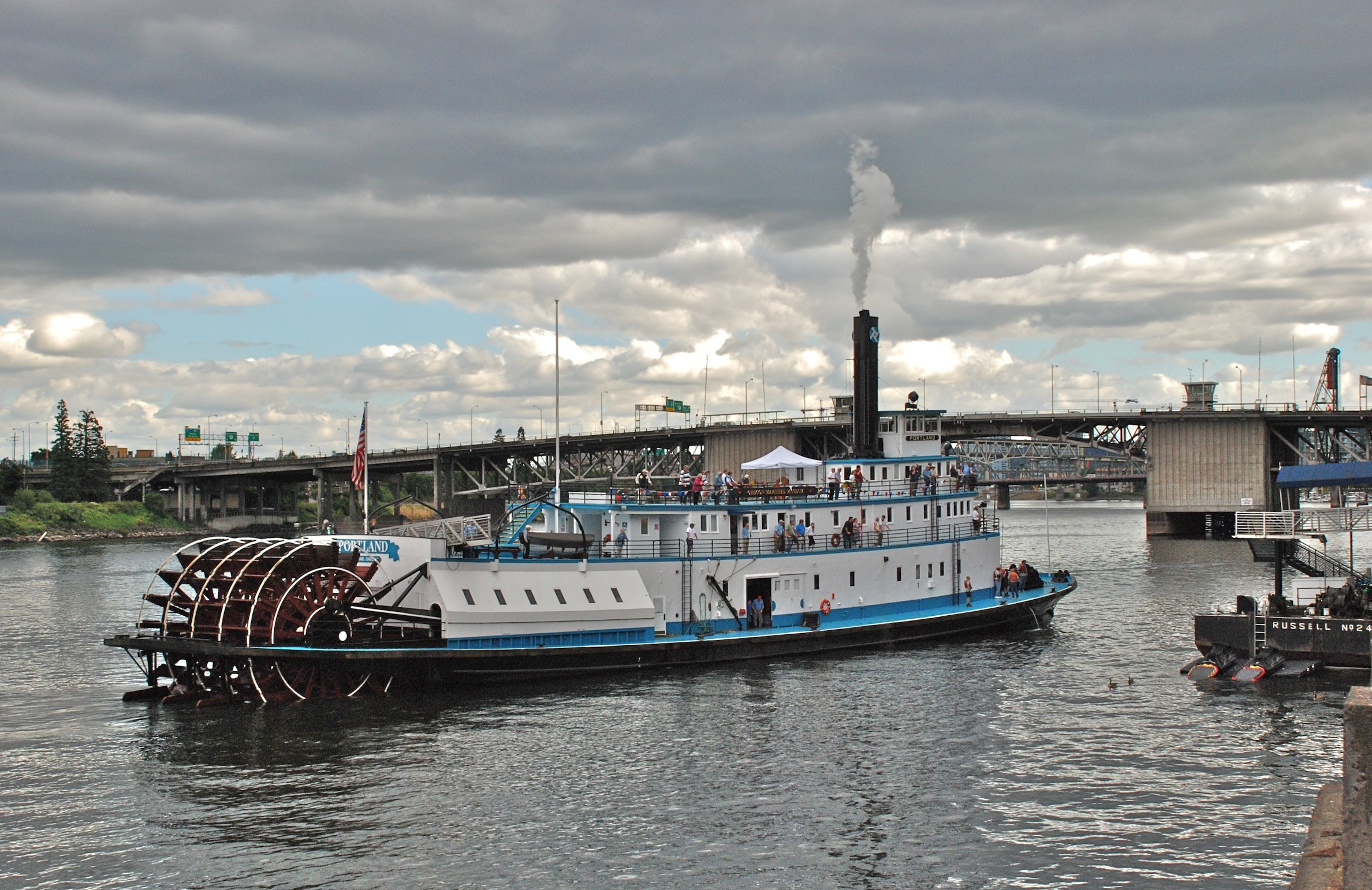
Portland foi usado no filme como o barco a vapor Lauren Belle no filme

O barco a vapor usado no filme — apelidado de Lauren Belle — era o Portland, o último rebocador de roda de popa restante nos EUA; na época pertencia ao Museu Marítimo de Oregon, em Portland. Durante várias semanas, o barco foi decorado para alterar sua aparência para se parecer com um barco de jogo no estilo Mississippi, incluindo a adição de duas chaminés decorativas. Em agosto de 1993, a produção solicitou permissão para filmar cenas do barco ao longo do rio Columbia, no estado de Washington. A fumaça artificial liberada pela chaminé do barco foi considerada uma violação das leis de qualidade do ar em Washington e Oregon e exigia a aprovação das cenas antes da data programada para as filmagens em setembro de 1993. Após a conclusão das filmagens, as decorações foram removidas e o barco retornou ao seu estado original.

## Trilha sonora
A trilha sonora apresentava três singles nas paradas: "Renegades, Rebels and Rogues", de Tracy Lawrence, "A Good Run of Bad Luck", de Clint Black (que também apareceu em seu álbum No Time to Kill), e "Something Already Gone", de Carlene Carter. Também foi incluída no álbum uma versão de "Amazing Grace", da qual todos os royalties foram doados à Elizabeth Glaser Pediatric AIDS Foundation. Foi lançado em 1994 pela Atlantic Records.
A faixa final, uma versão de "Amazing Grace", é creditada ao "coro Maverick". Os artistas da música são John Anderson, Archer/Park (Randy Archer e Johnny Park), Clint Black, Suzy Bogguss, Gary Chapman, Billy Dean, Radney Foster, James Garner, Mel Gibson, Amy Grant, Noel Haggard, Faith Hill, Waylon Jennings, Hal Ketchum, Tracy Lawrence, Kathy Mattea, Reba McEntire, John Michael Montgomery, Michael Omartian, Eddie Rabbitt, Restless Heart, Ricky Van Shelton, Danny Shirley (de Confederate Railroad), Larry Stewart (que neste momento não era um membro da Restless Heart), Joy Lynn White, e Tammy Wynette, com solos de Black, Dean, Grant, Jennings, Ketchum, Mattea, McEntire, Restless Heart e Wynette. Todos os direitos autorais desta versão foram doados à Elizabeth Glaser Pediatric AIDS Foundation. Mark Hartley e Larry Fitzgerald foram os produtores executivos do álbum.

## Lista de faixas
| N.º            | Título                                                       | Produtor                     | Duração |  |
| 1.             | "Renegades, Rebels and Rogues" (Tracy Lawrence)              | Tracy Lawrence               | 2:36    |  |
| 2.             | "A Good Run of Bad Luck" (Clint Black)                       | James Stroud, Black          | 2:43    |  |
| 3.             | "Maverick" (Restless Heart)                                  | Josh Leo                     | 2:40    |  |
| 4.             | "Ophelia" (Vince Gill)                                       | Vince Gill, Michael Omartian | 3:38    |  |
| 5.             | "Something Already Gone" (Carlene Carter)                    | Carter, Stroud               | 3:34    |  |
| 6.             | "Dream On Texas Ladies" (John Michael Montgomery)            | Doug Johnson                 | 3:08    |  |
| 7.             | "Ladies Love Outlaws" (Confederate Railroad)                 | Barry Beckett                | 3:39    |  |
| 8.             | "Solitary Travelers" (Hal Ketchum)                           | Allen Reynolds, Jim Rooney   | 4:26    |  |
| 9.             | "The Rainbow Down the Road" (Radney Foster e Patty Loveless) | Emory Gordy Jr.              | 2:57    |  |
| 10.            | "You Don't Mess Around with Me" (Waylon Jennings)            | Don Was                      | 4:26    |  |
| 11.            | "Ride Gambler Ride" (Randy Newman)                           | James Newton Howard          | 3:52    |  |
| 12.            | "Amazing Grace" (coro Maverick)                              | Omartian                     | 3:14    |  |
| Duração total: | Duração total:                                               | Duração total:               | 40:53   |  |

## Recepção

### Resposta da crítica
O filme recebeu críticas geralmente favoráveis. O filme obteve 66% de aprovação de 53 críticos - uma classificação média de 6/10 - no site Rotten Tomatoes, que dizia: "Não é muito profundo, mas é espirituoso e inegavelmente charmoso, e o elenco está obviamente se divertindo".
James Berardinelli, do reelviews.net, deu ao filme três estrelas e meia em quatro. Ele afirmou: "A força do Maverick é a facilidade com que ele muda de comédia para ação e vice-versa....é revigorante encontrar algo que satisfaça as expectativas".

### Bilheteria
O filme ganhou US$101,631,272 (55,5%) na América do Norte e US$81,400,000 (44,5%) em outros lugares por um total mundial de US$183,031,272. Esse total fez do filme o 12 com maior bilheteria na América do Norte e o 15 filme com maior bilheteria em todo o mundo em 1994. A partir de 2013, o filme é o filme de faroeste com maior bilheteria no mundo na América do Norte.
O rastreamento de pré-lançamento mostrou que o filme seria aberto fortemente. Durante seu fim de semana de abertura na América do Norte, Maverick faturou US$17,2 milhões em 2,537 cinemas - uma média de US$6,798 por cinema - classificado como o filme número 1 do fim de semana e arrecadou um total de US$41,8 milhões nas duas primeiras semanas de lançamento.
O filme foi um sucesso de bilheteria, pois arrecadou mais de 183 milhões de dólares em todo o mundo.

## Premiações
Oscar
- Recebeu uma indicação, na categoria de Melhor Figurino.